# 금왕도서관
금왕교육도서관(金旺敎育圖書館)은 대한민국 충청북도 음성군 소재의 도서관이다.

## 연혁
- 1994년 9월 9일 개관
- 2003년 12월 1일 디지털자료실 개관
- 2004년 9월 1일 시청각실 증축 개관
- 2007년 7월 30일 어린이자료실 증축 개관
- 2008년 1월 18 일충청북도 금왕평생학습관 지정(2008-2010년)
- 2011년 1월 1일 충청북도 금왕평생학습관 지정(2011-2013년)10월 15일어린이자료실 및 평생학습 1, 2실 증축 개관
- 2012년 11월 1일 영유아자료실 개관
- 2013년 9월 1일 평생학습3실 개관

## 시설현황
- 2층: 평생교육1실, 평생교육2실, 평생교육3실, 사무실, 보존서고, 시청각실, 관장실
- 1층: 디지털자료실, 참고·간행물실, 자유열람실, 영유아자료실, 어린이자료실, 종합자료실

## 이용 안내
이용 시간
- 자유열람실: 하절기(3~10월) 09:00 ~ 21:00 / 동절기(11~2월) 09:00 ~ 21:00
- 자료실(종합/어린이/영유아/디지털): 09:00 ~ 18:00(연중)

휴관일
- 매월 첫째, 셋째 월요일
- 일요일을 제외한 관공서의 공휴일(단, 국경일이 일요일과 중복될 경우 휴관함)
- 기타 관장이 필요하다고 인정한 날